# シコルスキー レイダーX
レイダーX
- 用途：偵察攻撃ヘリ　複合ヘリコプター
- 製造者：シコルスキー・エアクラフト
- 運用状況：開発中
- 原型機：シコルスキー S-97

シコルスキー レイダーXは、ロッキード・マーティン傘下のシコルスキー・エアクラフト社が将来型攻撃偵察機（Future Attack Reconnaissance Aircraft, FARA）計画のために設計した、2枚の同軸反転ローターと1枚の推進プロペラを備える複合ヘリコプターである。その構想は、2019年10月に発表され、2020年3月には、5つの候補機の中から、ベル360インビクタスとともに試作機に選定された。機種選定は、2023年に行われる予定である。

## 開発
2019年4月、FARAの設計構想を提案するため、シコルスキー社を含む5つのチームが選定され契約が締結された。
2019年10月14日、シコルスキーは、合衆国陸軍協会の年次総会で、その候補機であるレイダーXを公開した。レイダーXは、陸軍の武装偵察機計画のために開発されたシコルスキーS-97レイダーの発展型である。S-97は、実験機であるシコルスキーX2複合同軸ヘリコプターを元に開発された機体であった。シコルスキーX2の派生機としては、より大型のシコルスキー・ボーイングのSB-1デファイアントも開発されている。この機体は、統合多用途回転翼機を開発する将来型長距離強襲機（Future Long Range Assault Aircraft, FLRAA）計画の候補機となっている。シコルスキー社の複合ヘリコプターには、すべて、「X2テクノロジー」と呼ばれる、同軸で反転する無関節型ローターと推進プロペラを用いた設計が採用されている。
2020年3月25日、最終的な機種選定のための候補機として、シコルスキー社のレイダーXとベル社のベル360インビクタスが選択された。 それぞれが試作機を製造し、2022年に試験飛行を開始して、2023年秋まで比較実証試験を行う予定となっている。シコルスキー社は、2020年2月には、すでにレイダーXの製造に取り掛かっていた。

## 設計
レイダーXは、FARA計画で示された仕様に従い、ゼネラル・エレクトリックT901エンジン1基を搭載する。このエンジンはアメリカ陸軍の改善型タービン・エンジン・プログラムで、既存および将来の回転翼機で用いるための新型エンジンとして開発された。S-97およびX2の性能から推定すると、レイダーXの最高速度は250 kn (460 km/h; 290 mph)を超え、実用上昇限度は9,000フィート (2,700 m)を超えるものと見込まれている。 S-97はレイダーXの約80%の大きさであることから、レイダーXの重量は14,000 lb (6,400 kg)になると予測されている。胴体の設計及び製造には、 スウィフト・エンジニアリング 社も参画している。
コックピットには、アメリカの攻撃ヘリコプターにおいて一般的なタンデムシートではなく、サイドバイサイドシートとなっている。搭載武装およびセンサーには、FARAの仕様に従い、モジュラーシステムが用いられており、将来の改修および部品枯渇への対応が容易になっている。
武装は、機首部分に20mm機関砲、コクピットの後ろに胴体に格納できるウェポンベイがあり、ロケット弾やヘルファイア (ミサイル)等を搭載できる。20mm機関砲は、使用しない場合は収納することができ、機体も表面の突起物も少なくしているため高いステルス性がある機体設計となっている。

## 諸元(レイダーX）
概要
- 乗員: 2名
- エンジン: ゼネラル・エレクトリック T901 ターボシャフト, 3,000shp (2,200kW)×1基
- メインローター直径: 12m (39ft)×2枚

## 参考
関連機種
- シコルスキー S69
- シコルスキー X2
- シコルスキー S-97
- SB-1 デファイアント